# California State Route 12
De California State Route 12, afgekort CA 12 of SR 12, is een state highway van de Amerikaanse deelstaat Californië.
De weg verbindt de regio in het noorden van de San Francisco Bay Area met de foothills-regio ten oosten van de Central Valley. Sebastopol in Sonoma County is het westelijke uiteinde; San Andreas in Calaveras County het oostelijke. De weg is 226 kilometer lang. Een sectie van zo'n 7 kilometer lang in het centrum van de stad Santa Rosa is ingericht als snelweg.